# Kanton Capesterre-Belle-Eau-1
Kanton Capesterre-Belle-Eau-1 was een kanton van het Franse departement Guadeloupe. Kanton Capesterre-Belle-Eau-1 maakte deel uit van het arrondissement Basse-Terre en telde 6.526 inwoners (2007).
In 2015 werden de kantons Capesterre-Belle-Eau-1 en Capesterre-Belle-Eau-2 samengevoegd tot kanton Capesterre-Belle-Eau.

## Gemeenten
Het kanton Capesterre-Belle-Eau-1 omvatte de volgende gemeente:
- Capesterre-Belle-Eau (deels)